# Pöls-Oberkurzheim
Pöls-Oberkurzheim är en kommun i distriktet Murtal i förbundslandet Steiermark i Österrike.
Kommunen har 2 793 invånare (2024) och består av 21 orter (Ortschaften) (inom parentes invånarantal 1 januari 2024):

- Allerheiligen (23)
- Allerheiligengraben (8)
- Enzersdorf (113)
- Greith (109)
- Gusterheim (189)
- Götzendorf (93)
- Katzling (135)
- Mauterndorf (170)
- Mosing (23)
- Mühltal (8)
- Oberkurzheim (109)
- Offenburg (13)
- Paig (63)
- Paßhammer (9)
- Pöls (1 401)
- Pölshof (17)
- Sauerbrunn (26)
- Thalheim (146)
- Thaling (69)
- Unterzeiring (16)
- Winden (53)

Kommunen bildades den 1 januari 2015 genom en sammanslagning av kommunerna Pöls och Oberkurzheim.